# 蜂毒疗法
蜂毒療法 (英語：Apitherapy 或 bee venom therapy，簡稱蜂療)是另類醫學的一個分支，蜂療亦可指稱使用各種蜜蜂產物，包括蜂蜜、花粉、蜂膠、蜂王乳和最主要的「蜂毒」。目前還沒有科學或臨床證據可以支持蜂療的有效性及安全性。
蜂毒可引起輕微或嚴重的不良反應，包括過敏反應、過敏性休克（anaphylaxis） 或死亡。蜂療目前不被科學界接受為任何病症的可行治療；並且其風險大於任何潛在益處。美國癌症協會稱，沒有科學證據表明蜂毒療法可以治療癌症以及任何其他疾病 。

## 歷史
在中國、韓國、俄羅斯、埃及和希臘的傳統醫學界，都提及蜜蜂產物具有可能的藥用價值。
蜂毒相關療法遠在希波克拉底和加倫時代就有了。在歐洲、亞洲和南美洲的許多國家的傳統醫學中有用到蜂療。在中國現存最早的醫學專著《黃帝內經》中記載了「蜂螯有毒可療疾」蜂針療法。
現代文獻中，蜂毒的使用可追溯於奧地利特爾奇醫生（Philipp Terč）1888年發表的文章《論蜜蜂螫傷與風濕病之間的特殊聯繫》，其內容從未經過正規臨床試驗驗證。
1890年代在布拉格大學的J. Langer作過臨床注射蜂毒。1930年，則有一家德國公司商業化生產蜂毒溶液。
更晚近引進另類醫學的療程則歸於匈牙利裔貝克醫生，於1935年他創造了“蜂毒療法”一詞，把蜂毒用在治療關節炎和類風濕病。貝克醫生說他發現關節炎是血液缺氧引起的，而蜜蜂的毒液進入血液後會釋放紫外線，可為患處提供氧氣。他自己培育蜜蜂，每次在患者身上使用幾十到一百個蜂刺。當代對貝克醫生著作的評論則是：『書中收錄了大量有關蜜蜂的有趣知識，但缺乏對蜂毒療法決定性的內涵，不夠健全，對醫學沒有貢獻。』
在蘇聯，1957年衛生部則批准了《蜂毒蜂療指南》，允許使用蜂毒治療某些疾病。作者尼古拉·阿爾特莫夫）有「科學蜂療的創始人」之譽。

## 醫學評估
蜂療被另類醫學認為具有多種健康功效，包括蜂蜜、蜂花粉、蜂膠、蜂王漿、蜂幼蟲、蜂蛹、蜂成蟲、蜂毒、蜂蠟等多種產品用於養生抗病，但沒有科學證據可以支持這種宣傳。蜂毒或蜜蜂產品對治療或預防癌症無效。
蜂毒常被另類醫學用於治療關節炎和其他疼痛疾病。但目前所有的證據只是軼事、動物研究或初步證據，其中大多數方法論欠佳 。
蜂毒療法在傳統醫學中被用於治療各種疾病，其非特異性毒性限制了對其進行科學研究 。
目前，蜂療尚未被接受為任何病症或疾病的可行治療方法；過敏反應和過敏性休克的風險大於任何益處。據美國癌症協會稱，沒有科學證據表明蜂毒或其他蜂療療法可以治療或改變癌症或任何其他疾病的病程 。
臨床試驗表明，蜂療對治療多發性硬化症或任何其他疾病無效，甚至會加劇多發性硬化症的症狀。 
蜂蜜長期以來一直被傳統醫學和草藥醫生用於外用抗菌。1892 年，荷蘭科學家 Bernardus Adrianus van Ketel 首次證實蜂蜜的抗菌作用。此後的研究，蜂蜜對革蘭氏陽性菌和革蘭氏陰性菌具有廣譜抗菌活性，但不同種的蜂蜜的抗菌效力差異很大。
臨床使用蜂蜜用於治療傷口的相關證據，則效力品質太低，不能得到確切的支持結論。

## 風險
其風險大於任何潛在益處。很常見蜂毒療法引起不良反應。頻繁接觸蜂毒可能導致關節病變。對蜂毒敏感的族群，可因蜂毒為過敏原，引起一系列過敏反應，從輕微的局部腫脹到嚴重的全身性反應、過敏性休克，甚至死亡。
```

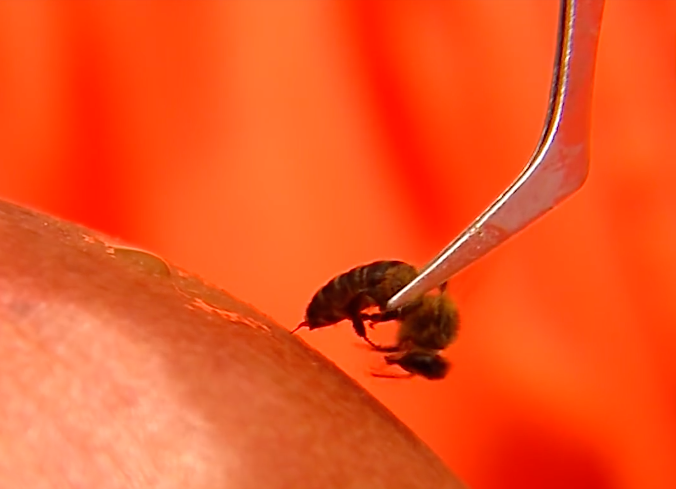
在蜂療中使用蜜蜂蟄刺。

例如 2018年3月，一55歲的女性在接受「蜂針針灸」後出現了嚴重的過敏反應，因併發症導致
多重器官衰竭
而死亡
[
36
]
[
37
]
。
```

研究人員認為，蜂針針灸療法「不安全且不可取」。